# جواو كارفاليو (فنان قتال مختلط)
جواو كارفاليو هو فنان قتال مختلط برتغالي، ولد في 1988، وتوفي في 11 أبريل 2016 في دبلن في جمهورية أيرلندا بسبب إصابة كليلة.

## وصلات خارجية
- جواو كارفاليو على موقع شيردوغ (الإنجليزية)